# 圣沃尔夫冈
圣沃尔夫冈是德国巴伐利亚州的一个市镇。总面积46.32平方公里，总人口4279人，其中男性2164人，女性2115人（2011年12月31日），人口密度92人/平方公里。